# اثر گلوله برفی
اثر گلوله برفی (انگلیسی: Snowball effect) از نظر استعاری فرایندی است که چیزی از حالت اولیه کوچک یا کم‌اهمیت خود به چیزی بزرگتر و (مهم‌تر و جدی تر) و همچنین شاید به‌طور بالقوه خطرناکتر یا مصیبت بارتر (مانند زنجیره‌ای از حوادث شر) تبدیل شود یا به چیزی مفیدتر (زنجیره‌ای از حوادث خیر) تبدیل شود. استفاده از این کلیشه در کارتون‌ها و نمایشهای مدرن و همچنین در روانشناسی بسیار معمول است. استفاده از این استعاره از آنجا معمول شده‌است که وقتی یک گلوله برف کوچک در دامنه‌ای پوشیده از برف می‌لغزد، مقدار بیشتری برف به خود جذب کرده و همچنان‌که به پایین می‌غلتد باز برف بیشتری جذب کرده و بیش از پیش بزرگتر و سنگینتر می‌شود. از این مفهوم در مهندسی هوافضا برای توصیف اثر فزاینده‌ای که یک کاهش جزئی در وزن هواپیما ممکن است ایجاد کند، استفاده می‌شود. به این معنی که با کاهش وزن بدنه هواپیما به نیروی کمتری برای برخاستن از زمین نیاز است و این یعنی به بالهای کوچکتری نیاز است، در نتیجه به موتورهای کوچکتر نیاز است و این خود به معنی کاهش وزن بیشتری نسبت به کاهش اولیه است. این محاسبات می‌تواند چندین بار تکرار شود، اگر چه کاهش وزن در هر تکرار کمتر می‌شود. اتصال یک نوسانساز بازخورد، به مدار مثال دیگری از کاربرد فنی اثر گلوله برفی است. نویز الکترونیکی در نوار نوسان ساز تقویت شده و به جایی که فیلتر شده بود بازگردانده می‌شود تا فرکانس مطلوب را کسب کند و با هر چرخه قویتر می‌شود تا حالتی پایدار (وضعیت پایدار بارکهاوزن) به خود بگیرد.